# Melampyrum macranthum
Melampyrum macranthum är en snyltrotsväxtart som beskrevs av G. Murata. Melampyrum macranthum ingår i släktet kovaller, och familjen snyltrotsväxter. Inga underarter finns listade i Catalogue of Life.